# Hildur Guðnadóttir
Hildur Ingveldardóttir Guðnadóttir (* 4. září 1982 Reykjavík) je islandská violoncellistka a hudební skladatelka, autorka filmové a televizní hudby. Za hudbu k filmu Joker (2019) získala Oscara, Zlatý glóbus i cenu BAFTA. Stala se první ženskou skladatelkou, která samostatně získala všechny tyto tři ceny. Její hudba k tomuto snímku byla oceněna i na festivalu v Benátkách. Za hudbu k seriálu Černobyl (2019) získala cenu Emmy, Grammy i BAFTA TV. Napsala hudbu i k dalším známým snímkům jako Revenant Zmrtvýchvstání (2016) nebo Tár (2022). Její violoncellové sólo zaznělo například ve snímku Sicario: Nájemný vrah (2016) nebo Příchozí (2016). Vytvořila též hudbu k počítačové hře Battlefield 2042. Jako violoncellistka hrála s řadou hudebníků a skupin: Nico Muhlym, Múm, Throbbing Gristle, Animal Collective, The Knife, Sunn O))) aj. Nahrála též čtyři sólová alba. Na violonecello začala hrát v pěti letech, první vystoupení měla v deseti. Vystudovala na Islandské umělecké univerzitě (Listaháskóli Íslands) a Universität der Künste v Berlíně. V Berlíně i žije.